# GUESS
GUESS（ゲス）とは1981年に創立したアメリカ合衆国のアパレルブランド。

## 概要
創立者はモーリス・マルシアーノ（Maurice MARCIANO）、ポール・マルシアーノ（Paul MARCIANO）、アルマンド・マルシアーノ（Armand MARCIANO）、ジョルジュ・マルシアーノ（Georges MARCIANO）兄弟によって創設された。アメリカのロサンゼルスに本店がある。
日本では90年代初頭、ライセンス契約した会社による製造販売が行われていたが、数年後契約が打ち切られ入手することが困難と成った。
2014年春に本国法人が直轄で再上陸した。

## 来歴
- 1983年　メンズウェアラインを発表。
- 1984年　カルネンとライセンス契約を締結し、ウォッチラインを発表。[要出典]